# کنی اسواین
کنی اسواین (انگلیسی: Kenny Swain؛ زادهٔ ۲۸ ژانویهٔ ۱۹۵۲) بازیکن سابق و مربی فوتبال اهل انگلستان است.
وی سابقه بازی در تیم‌های باشگاه فوتبال وایکام واندررز، باشگاه فوتبال چلسی، باشگاه فوتبال استون ویلا، باشگاه فوتبال ناتینگهام فارست، باشگاه فوتبال پورتسموث، باشگاه فوتبال وست برومویچ آلبیون و باشگاه فوتبال کرو آلکساندرا را دارد.